# Alsófüld
Alsófüld (románul Fildu de Jos ) falu Romániában Szilágy megyében, Alsófüld község központja.

## Fekvése
Bánffyhunyadtól északra, Ketesd és Váralmás között helyezkedik el, az Almás medencében.

## Nevének említése
Első írásos említese 1249-ből való, terra Fyld néven, 1839-től Alsó-Füld, Fildu-gyin-zsosz, 1873-ban Füld (Alsó-), Fildu din zsosz, majd 1920-ban Fildul de jos.

## Lakossága
1880-ban a 461 fős település 27 lakosa magyar, 1992-re a 319 főből már csak 4 fő magyar. 
1880-ban 435 fő görögkatolikus, 1 fő római katolikus, 9 fő református, 2 fő unitárius és 14 fő zsidó vallású. 1992-re 1 római katolikus és 3 református magyar hívő kivételével minden román lakos ortodox lett.

## Története
A régészeti eredmények alapján területe már a római kor előtt lakott volt.
Árpád-kori település, nevét már 1249-ben említette oklevél t. Fyld néven.
A falut IV. Béla király a Geregye nemzetségbeli Pál országbírónak adományozta.
1412-ben Zsigmond király a Tamásfalvy családnak adományozza.  A 15. századra megjelennek a román betelepülők. Erre utal egy 1415-ös forrás, ami "Tres pos volahales Harumfyld"-ként említi. Szerepel a juhötveneddel adózók listáján is, ami ugyancsak románok jelenlétére utal.
A Bánffy család az 1430-as években megszerezte a korábbi királyi vár, Sebesvár birtokát, a hozzá tartozó uradalommal, amihez Alsófüld is tartozott.
A falu a trianoni békeszerződésig Kolozs vármegye Bánffyhunyad járásához tartozott.
Zsindelyes, magas tornyú fatemploma 1630-ban, ortodox temploma 1930-ban épült.